# Thomas Sivertsson
Thomas Sivertsson (Halmstad, 21 de febrero de 1965) fue un jugador de balonmano sueco que jugaba como pivote. Fue uno de los componentes de la Selección de balonmano de Suecia con la que disputó 224 partidos internacionales anotando un total de 458 goles.

## Equipos
Jugador
- Halmstad HP IF (-1988)
- HK Drott Halmstad (1988-2000)
- BM Granollers (2000-2001)
- KIF Kolding (2001-2008)

Entrenador
- KIF Kolding (2008-2009)
- Orlen Wisła Płock (2009-2010)
- Selección femenina de balonmano de Suecia (2012-)

## Palmarés
- Liga danesa 2002, 2003, 2005, 2006
- Copa danesa 2005, 2007, 2008